# توفوغا إيفي
توي أتوا توبوا تاماسيسي توبولا توفوغا إيفي (بالإنجليزية: Tufuga Efi) ((بالساموية: Atua Tupua Tamasese Tupuola Tufuga Efi)) هو الرئيس السابق لجمهورية ساموا (أو أو لي آو أو لي مالو). شغل المنصب منذ عام 2007 حتى عام 2017. كما سبق له أن شغل منصب رئيس وزراء ساموا من عام 1976 إلى 1982 ثم عاد إلى المنصب عام 1982.